# Augyles japonicus
Augyles japonicus là một loài bọ cánh cứng trong họ Heteroceridae. Loài này được Kono miêu tả khoa học đầu tiên năm 1931.